# 歐洲飛彈集團
歐洲飛彈集團（MBDA）是一家歐洲跨國飛彈開發商和製造商，於2001年12月由法國馬特拉（Matra）、英國貝宜動力（BAe Dynamics）和義大利阿萊尼亞（Alenia）這3家主要飛彈系统公司合併後創建，名稱取自3家合併公司各自的首字母縮略字。这些子公司以前分別隸屬於法國航太-馬特拉公司（後併入歐洲航空國防航太公司（現今空中巴士集團））、貝宜系統和芬梅卡尼卡（現為李奧納多）企業集團。 公司總部位於法國勒普萊西羅班松。
僅管是一家歐洲合資企業，歐洲飛彈集團自成立以來一直保留著各個國家的部門：MBDA法國部門、MBDA英國部門和MBDA義大利部門。因為合併創建歐洲飛彈集團時僅簡單分配各家公司負責地區範圍，各國企業在各自國家的資產和活動仍保持獨立而形成的。
2006年3月，歐洲航空國防航太公司的德國子公司制導飛彈系統公司（LFK GmbH）被歐洲飛彈集團收購，隨後其於西班牙的資產也於2010年被收購，因此歐洲飛彈集團又接著成立MBDA德國部門及MBDA西班牙部門。
2016年，歐洲飛彈集團擁有10,500多名員工。2017年，歐洲飛彈集團的年度訂單金額為42億歐元，訂單總額則為168億歐元。歐洲飛彈集團與全球90多個軍隊合作，並擁有多家子公司，其中包括美國的一家名為MBDA股份有限公司的全資子公司。

## 歷史
歐洲飛彈集團的整合始於1996年，當時馬特拉防務公司和貝宜動力公司的部分子公司将其飛彈相關部門合併為馬特拉-貝宜動力公司（MBD）。MBD當時負責馬特拉高科技公司（Matra Hautes Technologies）約一半的飛彈業務，另一半則是馬特拉飛彈負責，其後來成為法國航太-馬特拉飛彈公司（Aérospatiale-Matra Missiles）。1999年，馬特拉企業集團與法國航太公司合併。2000年，法國航太-馬特拉公司成為歐洲航空國防航太公司（現為空中巴士集團）的一部分。
1998年，英國奇異-馬可尼雷達和防禦系统與阿萊尼亞防務公司將他們的飛彈和雷達部門結合起來組建了阿萊尼亞·馬可尼系統公司（Alenia Marconi System）。1999年，英國航太公司收購了英國奇異公司的國防業務部門，組建了貝宜系統公司。
2001年12月，馬特拉-貝宜動力公司、法國航太-馬特拉飛彈公司與阿萊尼亞·馬可尼系統公司的飛彈系統業務合併，創建了歐洲飛彈集團（MBDA）。2005年6月，歐洲航空國防航太公司的德國子公司制導飛彈系統公司（LFK GmbH）同意併入歐洲飛彈集團。2006年3月1日，LFK更名為MBDA德國部門，2012年5月9日再更名為MBDA德國有限公司。
自2002年2月以來，歐洲飛彈集團持有西班牙因米茲系統S.L.公司40%的股份而成為最大股東，其中因米茲系統SL公司成立目的是整合西班牙主要國防公司在制導武器領域的經驗和技術，之後成為MBDA西班牙部門。由於阿萊尼亞·馬可尼系統公司的研發資產位於美國加利福尼亞州，歐洲飛彈集團還成功收購了其於美國的開發和生產設施，並決定在美國作為全資子公司營運，名為MBDA股份有限公司。2011年12月，歐洲飛彈集團取得了位於阿拉巴馬州亨茨維爾的諾斯洛普·格魯曼公司的GBU-44/B滑翔炸彈相關業務。
2022年8月，歐洲飛彈集團的飛彈系統數據遭到駭客從受損的外接硬碟中竊取。據稱這些數據包括俄烏戰爭中使用的北約武器的藍圖，80GB大小的此類數據被以15比特幣的價格出售。北約開始了一項調查，以評估及盡量減少此次數據泄露的影響。

## 產品
歐洲飛彈集團有大約45種產品正在投入使用，另有15種產品正在開發中。歐洲飛彈集團的產品包括：
- 空對空飛彈：
  - ASRAAM先進短程空對空飛彈 - 短程、紅外導引
  - 流星飛彈 - 超視距、主動雷達導引
  - 雲母飛彈 - 中短程、末端紅外及雷達制導（包括防空飛彈版本）
- 防空飛彈：
  - 阿斯派德飛彈
  - CAMM飛彈
  - 阿斯特飛彈 - 阿斯特15型和阿斯特30型，陸基及海基版本
  - LFK NG飛彈（與迪爾防務一同生產）
  - 西北風人員攜行式防空飛彈（包括空對空飛彈版本）
  - 輕劍防空飛彈
  - 海狼艦載防空飛彈（英语：Sea Wolf (missile)）

- 空對地飛彈：
  - 阿帕契飛彈
  - AS-30L空對地飛彈（英语：AS-30）
  - ASMP-A巡弋飛彈 - 法國核飛彈
  - 硫磺石空對地飛彈（英语：Brimstone (missile)）
  - 適用於GBU-39小直徑炸彈的響尾蛇套件[5]
  - PGM 500、PGM 2000（英语：PGM 500）雷射導引炸彈
  - 雷射導引祖尼火箭彈[5]
  - 暴風影巡弋飛彈
  - GBU-44/B滑翔炸彈（英语：GBU-44/B Viper Strike）
- 反艦飛彈：
  - 飛魚反艦飛彈（空載、艦載、岸基防禦和潛艇發射版本）
  - 海殺手反艦飛彈（英语：Sea Killer / Marte）（空載、艦載、岸基防禦版本）
  - 奧托馬特/特塞奧反艦飛彈（英语：Otomat）
  - CVS401柏修斯反艦飛彈（英语：Future Cruise/Anti-Ship Weapon）
  - 海鷹反艦飛彈（英语：Sea Eagle (missile)）
  - 海毒液反艦飛彈（英语：Sea Venom (missile)）
- 反戰車飛彈：
  - 執法者反戰車飛彈（英语：MBDA Enforcer） - 為一次性肩射反戰車飛彈
  - ERYX反戰車飛彈
  - 霍特反戰車飛彈
  - 米蘭反戰車飛彈
  - 阿克隆MP反戰車飛彈（英语：Akeron MP）
  - PARS 3 LR反戰車飛彈 - 與迪爾防務一同生產
- 系統
  - 歐洲防空飛彈公司（英语：Eurosam）SAMP/T中程防空飛彈系統
  - MEADS中型增程防空系統（英语：Medium Extended Air Defense System）
  - NGMWS次世代反碉堡串聯彈頭系统（英语：Next Generation Multiple Warhead System）
  - PAAMS主要防空飛彈系統（英语：PAAMS），包括：
    - 歐洲防空飛彈公司（英语：Eurosam）的PAAMS(E)
    - 英國海軍防空有限責任公司（英语：UKAMS）的PAAMS(S)

  - 斯巴達全天候中程防空飛彈系統

## 據點
- 法國：
  - 勒普萊西羅班松（總部）
  - 布爾日
  - 塞勒聖但尼
- 德國：
  - 施羅本豪森
  - 烏姆
  - 因河畔阿紹
- 義大利：
  - 拉斯佩齊亞
  - 羅馬
  - 富薩羅
- 英國：
  - 布里斯托費爾頓
  - 大曼徹斯特郡博爾頓
  - 哈特福郡史蒂文納吉
  - 倫敦
- 美國：[5]
  - 加利福尼亞州西湖村
  - 華盛頓哥倫比亞特區
  - 阿拉巴馬州亨茨維爾
- 印度：
  - 哥印拜陀- L&T MBDA飛彈系統公司（拉森圖博集團與歐洲飛彈集團的合資企業）。

## 外部連結
- MBDA網站 （页面存档备份，存于）
- MBDA提出了現代作戰任務的多種解決方案：airrecognition.com上的Meteor、Marte、MMP、Exocet （页面存档备份，存于）